# Benoît Faure
Pour les articles homonymes, voir Faure.
Benoît Faure, né le 11 janvier 1899 à Saint-Marcellin (aujourd’hui Saint-Marcellin-en-Forez) et mort le 16 juin 1980 à Montbrison, est un coureur cycliste français, professionnel de 1925 à 1951. Henri Desgrange lui donne le surnom de la Souris, en raison de sa petite taille et de sa légereté en montagne,. Il était reconnu pour sa bonne humeur et sa facétie.
Son frère, Eugène, a aussi été coureur cycliste.

## Palmarès
- 1925
  - 3e du Tour du Sud-Est
- 1926
  - 2e de Paris-Bourganeuf
- 1927
  - Circuit de l'Allier
  - Circuit du Forez
  - Circuit de Roulière
  - 2e du Circuit du Mont-Blanc
  - 2e du Grand Prix de Thizy
- 1928
  - Circuit de l'Allier
  - 1re, 2e, 4e et 5e étapes du Tour du Sud-Est
  - 2e du Tour du Sud-Est
  - 2e de Paris-Limoges
  - 2e du Circuit du Mont-Blanc
  - 3e du Grand Prix de Thizy
- 1929
  - Grand Prix de Thizy
  - Grand Prix d'Aix-les-Bains :
    - Classement général
    - 1re étape

  - 2e du Circuit du Cantal
  - 3e du Grand Prix d'Issoire
  - 8e du Tour du Pays basque
- 1930
  - Vichy-Nevers-Vichy
  - Lyon-Genève-Lyon
  - Circuit du Mont-Blanc
  - Circuit du Bourbonnais :
    - Classement général
    - 1re, 2e et 3e étapes

  - 2e du Tour de Haute-Savoie
  - 8e du Tour de France
- 1931
  - 2e de Nice-Mont Agel
- 1932
  - Paris-Caen
  - 2e du Circuit de l'Allier
  - 3e du Championnat de France sur route
  - 3e du Grand Prix de Cannes
- 1933
  - 2e de Marseille-Lyon
  - 3e de Paris-Nice
- 1934
  - Tour de Corrèze
  - Bourg-Genève-Bourg
- 1935
  - Tour de Suisse :
    - Grand Prix de la montagne
    - 1re et 6e étapes

  - 6e du Tour de Suisse
- 1936
  - Paris-Nantes
  - Grand Prix d'Issoire
  - 3e de Bordeaux-Paris
- 1937
  - Paris-Angers
  - 2e du Circuit de l'Indre
  - 3e de Bordeaux-Paris
  - 3e du Trophée des grimpeurs
- 1939
  - Marseille-Toulon-Marseille
  - Saint-Etienne-Lyon
  - 2e de Lyon-Vals-les-Bains
  - 3e de Bourg-Genève-Bourg
- 1941
  - Critérium national
  - Grand Prix de l'Industrie du Cycle
  - Coupe Marcel Vergeat
  - 3e de Marseille-Toulon-Marseille (?)
  - 3e du Grand Prix d'Espéraza
- 1943
  - Grand Prix de Nice
  - Valence-Annecy
  - 2e du Championnat de France sur route
  - 2e du Circuit du Centre
- 1950
  - Grand Prix de Gueugnon

## Résultats sur le Tour de France
Ses classements dans les 7 participations du Tour de France :
- 1926 : 23e
- 1929 : 15e, vainqueur de la 13e étape (Cannes-Nice)
- 1930 : 8e
- 1931 : 13e
- 1932 : 12e
- 1933 : éliminé (2e étape)
- 1935 : 12e